# Oxyceros kesslerianus
Oxyceros kesslerianus är en måreväxtart som beskrevs av Colin Ernest Ridsdale. Oxyceros kesslerianus ingår i släktet Oxyceros och familjen måreväxter. Inga underarter finns listade i Catalogue of Life.